# Історичність
Історичність — історична реальність осіб і подій, що означає якість бути частиною історії, а не історичним міфом, легендою чи вигадкою. Історичність заяви про минуле — це її фактичний статус. Історичність означає історичну актуальність, автентичність, фактичність і зосереджується на справжньому значенні тверджень знань про минуле.
Деякі теоретики характеризують історичність як вимір усіх природних явищ, що відбуваються в просторі та часі. Інші вчені характеризують його як атрибут, зарезервований для певних людських явищ, відповідно до практики історіографії. Герберт Маркузе пояснював історичність як те, що «визначає історію і таким чином відрізняє її від „природи“ чи „економіки“» і «позначає значення, яке ми маємо на увазі, коли говоримо про щось „історичне“». Словник західної філософії Блеквелла визначає історичність як «позначення особливості нашої людської ситуації, завдяки якій ми перебуваємо в конкретних конкретних часових та історичних обставинах». Для Вільгельма Дільтея історичність ідентифікує людей як унікальних і конкретних історичних істот.
Питання щодо історичності стосуються не лише питання «що сталося насправді», а й того, як сучасні спостерігачі можуть дізнатися, «що сталося насправді». Це друге питання тісно пов'язане з практикою історичних досліджень і методологіями для аналізу надійності першоджерел та інших свідчень. Оскільки різні методології по-різному тематизують історичність, неможливо звести історичність до однієї структури, яку потрібно представити. Деякі методології, такі як історизм, можуть підпорядкувати історичність конструкціям історії, заснованим на прихованих ціннісних зобов'язаннях. Історіограф Франсуа Гартоґ ввів поняття режимів історичності, щоб описати суспільство, яке розглядає своє минуле та намагається з ним впоратися, процес, який також називають «методом самоусвідомлення в людській спільноті». Історичність події, про яку повідомляється, може відрізнятися від історичності осіб, причетних до події. Наприклад, популярна історія розповідає, що в дитинстві Джордж Вашингтон зрубав вишневе дерево, а це помітили, чесно взяв на себе відповідальність за вчинок. Хоча немає сумніву, що Вашингтон існував як історична особа, історичність цього конкретного вчинку була визнана недостатньою.
Питання історичності особливо актуальні для партійних чи поетичних розповідей про минулі події. Наприклад, історичність Іліади стала предметом дискусій, оскільки пізніші археологічні знахідки свідчать про те, що в основі твору лежить якась правдива подія.
Питання історичності часто виникають у зв'язку з історичними дослідженнями релігії. У цих випадках ціннісні зобов'язання можуть впливати на вибір методології дослідження.